# Wielki Klincz
Wielki Klincz este o arie protejată (sit de importanță comunitară — SCI) din Polonia întinsă pe o suprafață de 288,23 ha, integral pe uscat.

## Localizare
Centrul sitului Wielki Klincz este situat la coordonatele 54°05′12″N 18°05′07″E / 54.0868°N 18.0854°E.

## Înființare
Situl Wielki Klincz a fost declarat sit de importanță comunitară în octombrie 2009 pentru a proteja 1 specie de animale.

## Biodiversitate
Situată în ecoregiunea continentală, aria protejată conține 3 habitate naturale: Lacuri și iazuri distrofice naturale, Mlaștini turboase de tranziție și turbării mișcătoare, Mlaștini împădurite.
La baza desemnării sitului se află o specie protejată de  pești: Rhynchocypris percnurus.